# Palm Royale
Palm Royale är en amerikansk dramaserie vars första säsong har en planerad premiär den 20 mars 2024 på Apple TV+. Serien är skapad av Abe Sylvia som även medverkat i skrivandet av manus. Serien är baserad på Juliet McDaniels roman Mr. & Mrs. American Pie.

## Handling
Serien utspelar sig 1969 och kretsar kring en kvinna som önskar ingå bland Palm Beachs societet. Längs vägen lär hon sig vad hon är villig och inte villig att göra för att uppnå sitt mål.

## Rollista (i urval)
- Kristen Wiig - Maxine Simmons
- Laura Dern - Linda
- Allison Janney - Evelyn
- Leslie Bibb - Dinah
- Ricky Martin - Robert
- Josh Lucas - Douglas
- Carol Burnett - Norma
- Jordan Bridges - Perry Donohue
- Kaia Gerber - Mitzi
- Jason Canela - Eddie
- Mindy Cohn - Ann
- Julia Duffy - Mary Jones Davidsoul
- Claudia Ferri - Raquel
- Rick Cosnett - Tom Sanka
- Bruce Dern